# Список лидеров кинопроката США 2018 года
Список лидеров кинопроката США 2018 года содержит аннотированное перечисление фильмов, которые занимали первое место в США по итогам сборов каждой из недель 2018 года.

## Список
Указаны сборы в кинопрокате за одну текущую неделю.
| #  | Дата             | Фильм                                             | Сборы        | Примечания |
| -- | ---------------- | ------------------------------------------------- | ------------ | --- |
| 1  | 7 января 2018    | Джуманджи: Зов джунглей                           | $37 233 653  | «Джуманджи: Зов джунглей» занял первое место в третий уик-энд после выхода в прокат. |
| 2  | 14 января 2018   | Джуманджи: Зов джунглей                           | $28 101 972  | «Джуманджи: Зов джунглей» стал первым фильмом после «Скрытых фигур», который стал лидером кассовых сборов в четвёртый уик-энд после выхода в прокат. |
| 3  | 21 января 2018   | Джуманджи: Зов джунглей                           | $19 505 170  | «Джуманджи: Зов джунглей» стал первым фильмом 2018 года, который лидировал в прокате три уик-энда подряд. Он также стал первым фильмом после «Выжившего», который стал лидером кассовых сборов в пятый уик-энд. |
| 4  | 28 января 2018   | Бегущий в лабиринте: Лекарство от смерти          | $24 167 011  | |
| 5  | 4 февраля 2018   | Джуманджи: Зов джунглей                           | $10 930 222  | «Джуманджи: Зов джунглей» вернул себе первое место в седьмой уик-энд после выхода в прокат, что сделало его первым фильмом после «Аватара», который возглавил бокс-офис в седьмой уик-энд. Он также стал первым фильмом после «Звёздных войн: Пробуждение силы», который лидировал по кассовым сборам в течение четырёх выходных, а также первым фильмом после «Марсианина», который лидировал по кассовым сборам в течение четырёх непоследовательных выходных. |
| 6  | 11 февраля 2018  | Пятьдесят оттенков свободы                        | $38 560 195  | |
| 7  | 18 февраля 2018  | Чёрная пантера                                    | $202 003 951 | «Чёрная пантера» побила рекорд «Первого мстителя: Противостояние» (179,1 миллиона долларов) за самый кассовый дебютный уик-энд фильма в кинематографической вселенной Marvel за пределами фильмов «Мстители». Она также побила рекорд «Дэдпула» (132,4 миллиона долларов) по самому кассовому дебютному уик-энду в феврале, по зимнему релизу и по выходным, связанным с Днём президента. |
| 8  | 25 февраля 2018  | Чёрная пантера                                    | $111 658 835 | |
| 9  | 4 марта 2018     | Чёрная пантера                                    | $66 306 935  | |
| 10 | 11 марта 2018    | Чёрная пантера                                    | $40 817 579  | «Чёрная пантера» стала первым фильмом после «Звёздных войн: Пробуждение силы», который лидировал в прокате четыре уик-энда подряд. |
| 11 | 18 марта 2018    | Чёрная пантера                                    | $26 650 690  | «Чёрная пантера» стала первым фильмом после «Аватара», который лидировал по кассовым сборам пять выходных подряд. Она также стал первым фильмом после «Джуманджи: Зов джунглей», который стал лидером кассовых сборов в пятый уик-энд. |
| 12 | 25 марта 2018    | Тихоокеанский рубеж 2                             | $28 116 535  | В эти выходные «Чёрная пантера» стала самым кассовым фильмом о супергероях в истории американского проката, обогнав «Мстителей». |
| 13 | 1 апреля 2018    | Первому игроку приготовиться                      | $41 764 050  | |
| 14 | 8 апреля 2018    | Тихое место                                       | $50 203 562  | «Тихое место» побило рекорд «Заклятия» (41,8 миллиона долларов) за самый кассовый дебютный уик-энд у оригинального фильма ужасов. |
| 15 | 15 апреля 2018   | Рэмпейдж                                          | $35 753 093  | |
| 16 | 22 апреля 2018   | Тихое место                                       | $20 911 809  | «Тихое место» вернуло себе первое место в третий уик-энд после выхода в прокат. |
| 17 | 29 апреля 2018   | Мстители: Война бесконечности                     | $257 698 183 | «Мстители: Война бесконечности» побили рекорд «Форсажа 7» (147,2 миллиона долларов) по самому кассовому дебютному уик-энду в апреле, рекорд «Красавицы и чудовища» (174,8 миллиона долларов) по самому кассовому дебютному уик-энду для весеннего релиза, рекорд «Мстителей» (207,4 миллиона долларов) за самый кассовый дебютный уик-энд для фильма о супергероях и рекорды «Звёздных войн: Пробуждение силы» (247,9 миллиона долларов) за самый кассовый дебютный уик-энд для 3D-фильма, фильма с рейтингом PG-13 и за всё время. Их 640,5 млн долларов в первый уик-энд по всему миру побили рекорд «Бэтмена против Супермена: На заре справедливости» (422,5 млн долларов) по самым крупным мировым сборам в первый уик-энд для фильма по комиксам и рекорд «Форсажа 8» (541,9 миллиона долларов) за самый кассовый дебют в истории. У них был самый кассовый дебютный уик-энд в 2018 году. |
| 18 | 6 мая 2018       | Мстители: Война бесконечности                     | $114 774 810 | «Мстители: Война бесконечности» побили рекорд «Звёздных войн: Пробуждение силы» (12 дней) как самый быстрый фильм, собравший 1 миллиард долларов по всему миру, преодолев отметку за 11 дней. |
| 19 | 13 мая 2018      | Мстители: Война бесконечности                     | $62 078 047  | |
| 20 | 20 мая 2018      | Дэдпул 2                                          | $125 507 153 | «Дэдпул 2» побил рекорд «Оно» по самым кассовым превью в четверг (13,5 млн долларов) и по самому кассовому дню премьеры (50,4 млн долларов) для фильмов с рейтингом R (18,6 млн и 53,3 млн долларов соответственно). Он также побил рекорд «Матрицы: Перезагрузка» (91,7 миллиона долларов) по самому кассовому уик-энду для сиквела с рейтингом R. |
| 21 | 27 мая 2018      | Хан Соло. Звёздные войны: Истории                 | $84 420 489  | |
| 22 | 3 июня 2018      | Хан Соло. Звёздные войны: Истории                 | $29 396 882  | |
| 23 | 10 июня 2018     | Восемь подруг Оушена                              | $41 607 378  | |
| 24 | 17 июня 2018     | Суперсемейка 2                                    | $182 687 905 | Сборы «Суперсемейки 2» в день открытия в размере 71,6 миллиона долларов побили рекорд «В поисках Дори» (54,7 миллиона долларов) по самым высоким сборам за день открытия для анимационного фильма. Она также побила рекорды «В поисках Дори» (135,1 миллиона долларов) по самому кассовому дебютному уик-энду для анимационного фильма Pixar, анимационного фильма в целом и рекорд «Красавицы и Чудовища» (174,8 миллиона долларов) по самому кассовому дебютному уик-энду для фильма с рейтингом PG. |
| 25 | 24 июня 2018     | Мир юрского периода 2                             | $148 024 610 | «Суперсемейка 2» и «Мир юрского периода 2» стали первыми двумя фильмами, собравшими более 100 миллионов долларов за два уик-энда подряд после «Шрека Третьего» и «Пиратов Карибского моря: На краю света» в 2007 году, и впервые это произошло за два непраздничных выходных. На втором месте «Суперсемейка 2» собрала 80,9 миллиона долларов за второй уик-энд, побив рекорд «В поисках Дори» (72,9 миллиона долларов) по самым высоким сборам за второй уик-энд для анимационного фильма. |
| 26 | 1 июля 2018      | Мир юрского периода 2                             | $60 912 195  | |
| 27 | 8 июля 2018      | Человек-муравей и Оса                             | $75 812 205  | По итогам выходных «Суперсемейка 2» (503,7 миллиона долларов) побила рекорд «В поисках Дори» как самый кассовый анимационный фильм и самый кассовый фильм Pixar (486,3 миллиона долларов) и стала первым анимационным фильмом, собравшим 500 миллионов долларов. |
| 28 | 15 июля 2018     | Монстры на каникулах 3: Море зовёт                | $44 076 225  | |
| 29 | 22 июля 2018     | Великий уравнитель 2                              | $36 011 640  | На втором месте «Mamma Mia! 2», чьи сборы за первый уик-энд в 35 миллионов долларов побили рекорд «Чем дальше в лес…» (31,1 миллиона долларов) за кассовый дебютный уик-энд фильма, основанного на бродвейском мюзикле. |
| 30 | 29 июля 2018     | Миссия невыполнима: Последствия                   | $61 236 534  | |
| 31 | 5 августа 2018   | Миссия невыполнима: Последствия                   | $35 323 815  | По итогам выходных «Чёрная пантера» стала первым фильмом о супергероях и третьим фильмом в целом, собравшим 700 миллионов долларов. |
| 32 | 12 августа 2018  | Мег: Монстр глубины                               | $45 402 195  | «Мег: Монстр глубины» побил рекорд «Глубокого синего моря» (19,1 миллиона долларов) по самому кассовому дебюту для фильма с живыми акулами. |
| 33 | 19 августа 2018  | Безумно богатые азиаты                            | $26 510 140  | |
| 34 | 26 августа 2018  | Безумно богатые азиаты                            | $24 808 202  | |
| 35 | 2 сентября 2018  | Безумно богатые азиаты                            | $21 964 345  | По итогам выходных «Суперсемейка 2» стала первым анимационным фильмом, собравшим 600 миллионов долларов. |
| 36 | 9 сентября 2018  | Проклятие монахини                                | $53 807 379  | |
| 37 | 16 сентября 2018 | Хищник                                            | $24 632 284  | |
| 38 | 23 сентября 2018 | Тайна дома с часами                               | $26 608 020  | |
| 39 | 30 сентября 2018 | Вечерняя школа                                    | $27 257 615  | |
| 40 | 7 октября 2018   | Веном                                             | $80 255 756  | «Веном» побил рекорд «Гравитации» (55,8 миллиона долларов) по самому кассовому дебютному уик-энду в октябре. |
| 41 | 14 октября 2018  | Веном                                             | $35 006 107  | |
| 42 | 21 октября 2018  | Хэллоуин                                          | $76 221 545  | «Хэллоуин» побил рекорд «Пятницы, 13-е» (40,5 млн долларов) по самому кассовому дебютному уик-энду для слэшера. |
| 43 | 28 октября 2018  | Хэллоуин                                          | $31 419 070  | |
| 44 | 4 ноября 2018    | Богемская рапсодия                                | $51 061 119  | |
| 45 | 11 ноября 2018   | Гринч                                             | $67 572 855  | «Гринч» побил рекорд «Гринча — похитителя Рождества» (55 миллионов долларов) по самому кассовому дебютному уик-энду для рождественского фильма. |
| 46 | 18 ноября 2018   | Фантастические твари: Преступления Грин-де-Вальда | $62 163 104  | |
| 47 | 25 ноября 2018   | Ральф против Интернета                            | $56 237 634  | На втором месте «Крид 2» с 35,2 миллиона долларов в первый уик-энд побил рекорд «Крида: Наследие Рокки» (30,1 миллиона долларов) по самому кассовому дебютному уик-энду для фильма о боксе и рекорд «101 далматинца» (33,5 миллиона долларов) по самым крупным дебютным сборам Дня Благодарения для игрового фильма. |
| 48 | 2 декабря 2018   | Ральф против Интернета                            | $25 566 945  | |
| 49 | 9 декабря 2018   | Ральф против Интернета                            | $16 253 831  | «Ральф против Интернета» стал первым анимационным фильмом после «Тайны Коко», который лидировал по кассовым сборам три уик-энда подряд. |
| 50 | 16 декабря 2018  | Человек-паук: Через вселенные                     | $35 363 376  | «Ральф против Интернета» и «Человек-паук: Через вселенные» стали первыми двумя анимационными фильмами, которые лидировали по кассовым сборам в течение четырёх выходных подряд после «В поисках Дори» и «Тайной жизни домашних животных» в 2016 году. |
| 51 | 23 декабря 2018  | Аквамен                                           | $67 873 522  | |
| 52 | 30 декабря 2018  | Аквамен                                           | $52 114 571  | |

## Самые кассовые фильмы
| Место | Название                        | Дистрибьютор     | Сборы        |
| ----- | ------------------------------- | ---------------- | ------------ |
| 1     | Чёрная пантера                  | Disney           | $700 059 566 |
| 2     | Мстители: Война бесконечности   | Disney           | $678 815 482 |
| 3     | Суперсемейка 2                  | Disney           | $608 581 744 |
| 4     | Мир юрского периода 2           | Universal        | $417 719 760 |
| 5     | Аквамен                         | Warner Bros.     | $335 061 807 |
| 6     | Дэдпул 2                        | 20th Century Fox | $318 491 426 |
| 7     | Гринч                           | Universal        | $270 620 950 |
| 8     | Миссия невыполнима: Последствия | Paramount        | $220 159 104 |
| 9     | Человек-муравей и Оса           | Disney           | $216 648 740 |
| 10    | Богемская рапсодия              | 20th Century Fox | $216 428 042 |